# Bagamoyo
Bagamoyo é uma cidade da Tanzânia fundada no final do século XVIII. Foi a capital original da África Oriental Alemã e um dos mais importantes portos de comércio na costa da África Oriental. Atualmente, a cidade possui cerca de 30.000 habitantes e é a capital do Distrito de Bagamoyo, recentemente sendo considerada um Patrimônio da Humanidade.
Bagamoyo está localizada em 6° 26′ S, 38° 54′ L. Fica a 75 km ao norte de Dar-es-Salaam na costa do Oceano Índico, próxima a ilha de Zanzibar.

## Historia
Bagamayo era a capital da colonia alemã da África Oriental Alemã entre 1888 e 1891.